# ケトライド
ケトライド（英: ketolide）類は、マクロライドに分類される抗菌薬の1群である。

## 解説

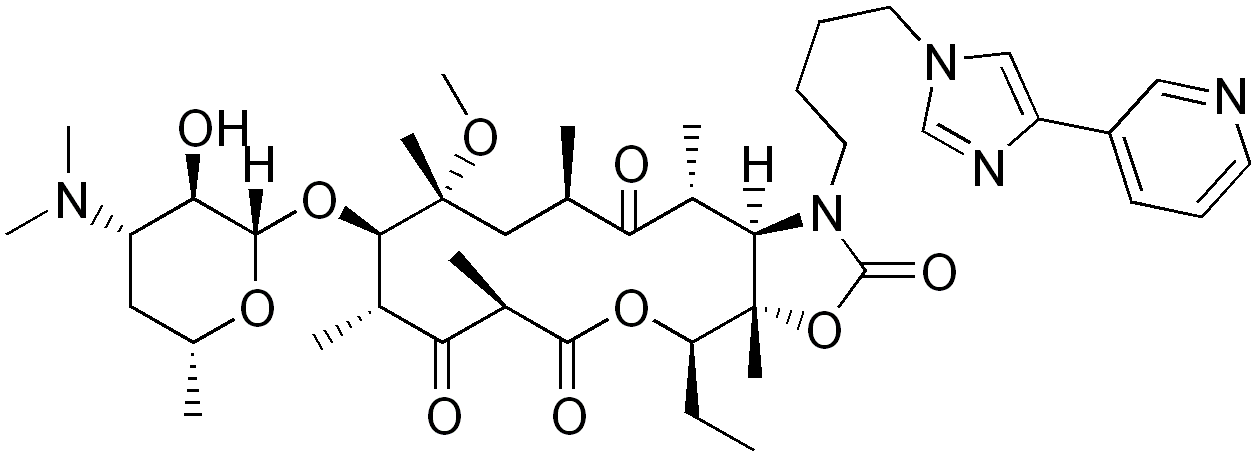
ケトライドの1種であるテリスロマイシンの構造。

ケトライドはエリスロマイシンに由来し、クラジノース（単糖）が結合するヒドロキシ基がケト基に酸化され、ラクトン環中に環状カルバメート基が付加されている。これらの修飾によりケトライド類は、その他のマクロライド系抗生物質よりも幅広い抗菌スペクトルを示す。さらに、ケトライド類はマクロライド耐性細菌に対しても有効である。これは、細菌のリボソームの2箇所に結合できること、また構造修飾により排出ポンプによる耐性の基質となりづらいためである。ケトライド類は、リボソームサブユニットに結合することによってタンパク質合成を阻害し、新たなリボソームの形成も阻害する。
日本で販売されていた唯一のケトライドはテリスロマイシン（商品名：ケテック）であったが、副作用（意識消失、肝炎等）の大きさに鑑み、再審査申請をしないとされ、2012年3月末日に経過措置期間満了日（販売終了）した。
その他開発中のケトライド類はセスロマイシンやソリスロマイシンなどである。